# Duomo di Grosseto
La cattedrale di San Lorenzo è il luogo di culto cattolico più importante della città di Grosseto, chiesa madre dell'omonima diocesi. È monumento nazionale italiano.

## Storia
Un primo edificio di culto, la pieve di Santa Maria, venne edificato nel sito in cui oggi sorge il Duomo. In seguito, il complesso venne riedificato tra il 1294 e il 1302, dall'architetto senese Sozzo Rustichini, per poi subire ulteriori rifacimenti di gusto rinascimentale e barocco ed essere infine rimaneggiata in stile neomedievale tra il 1840 e il 1865.

## Descrizione

### Esterno
La facciata attuale venne eseguita tra il 1840 e il 1845 sulla scorta del gusto di matrice romanica per la bicromia bianco-rossa (marmo rosso di Caldana) e per le forme goticheggianti. Rivolta a ovest su piazza del Duomo, presenta la parte bassa, con tre portali, coronata da una loggia di archetti praticabile e percorsa da una cornice marcapiano. La parte alta centrale, coronata da un timpano, è occupata da un ampio rosone. Conserva le sculture gotiche della prima fase costruttiva, tra cui gran parte delle sculture del rosone e i simboli dei quattro evangelisti posti sulla cornice marcapiano (tra i quali tuttavia, il simbolo dell'angelo venne rimpiazzato da una figura di santo barbuto della stessa epoca, ma che in origine doveva essere collocata in una nicchia). La facciata d'origine venne probabilmente completata tra il 1338 e il 1340, contemporaneamente al portale sul lato meridionale. Ai restauri cinquecenteschi si deve l'inserzione di due piccole lanterne alla sommità dei lati e di due piccoli obelischi alle estremità del timpano.

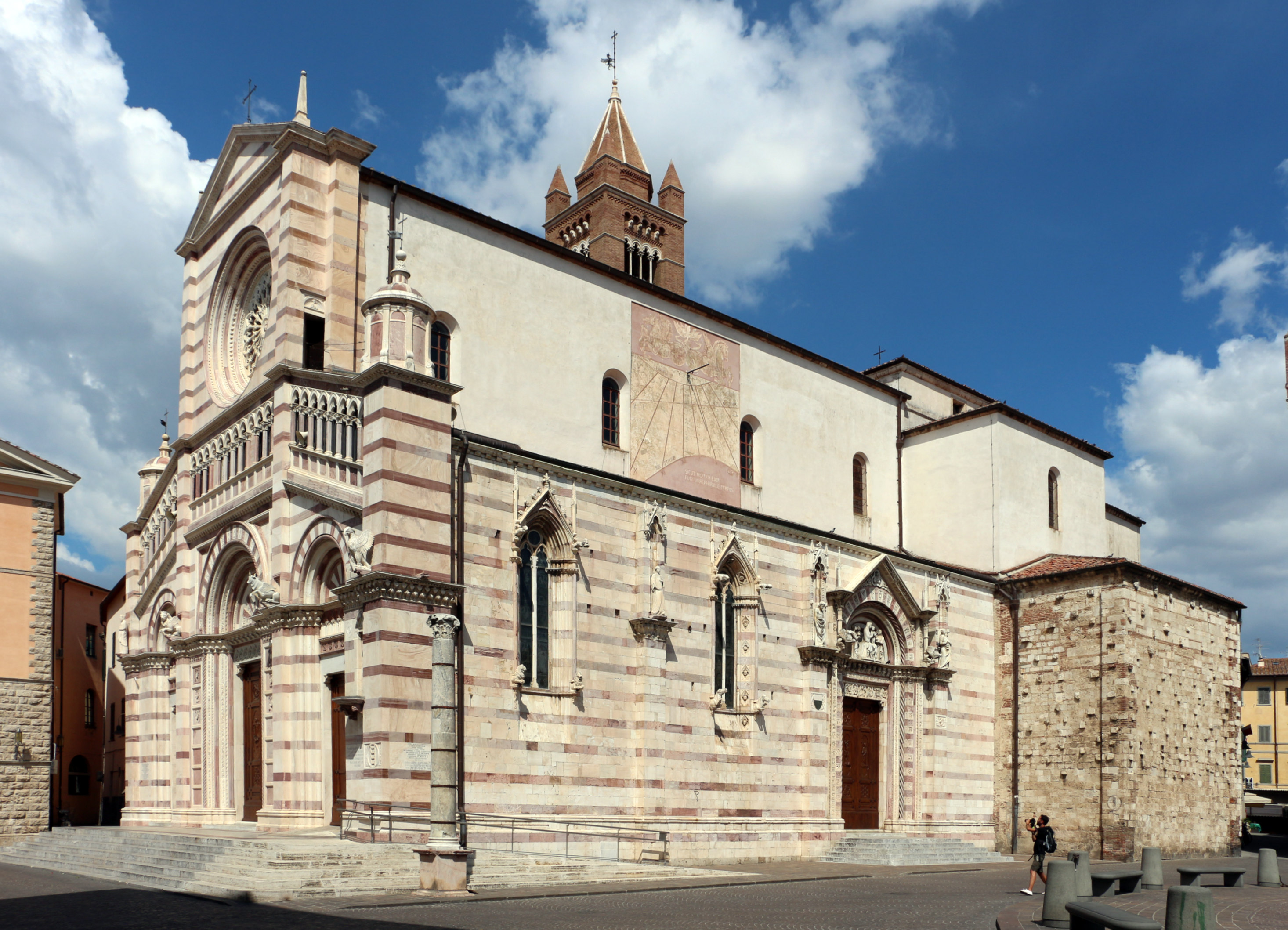
Esterno della cattedrale

Il lato destro meridionale, che prospetta su piazza Dante, fu probabilmente progettato sempre da Sozzo Rustichini, che fece realizzare le due finestre gotiche a bifora. La decorazione scultorea del portale laterale e delle finestre e la statua di san Lorenzo tra di esse furono opera della bottega di Agostino di Giovanni e del figlio di questi, Giovanni d'Agostino, tra il 1320 e il 1340. La parte superiore del portale, con il bassorilievo della Vergine nella lunetta e le due statue che lo fiancheggiano, si deve ad un intervento del 1897 dello scultore Leopoldo Maccari. Tutto il fianco destro dell'edificio, più che restaurato, fu parzialmente inventato integrando però le preesistenze medievali, su progetto del fiorentino Giuseppe Castellucci o del senese Giuseppe Partini. Nella fascia superiore è stata realizzata dall'artista Arnaldo Mazzanti una grande meridiana ad affresco realizzata nel 1983. Sull'angolo destro della facciata è collocata la colonna dei bandi, sormontata da un capitello corinzio composito, storicamente utilizzata per l'affissione dei bandi pubblici.
Il campanile fu innalzato sul fianco sinistro settentrionale solo nel 1402, mentre la scala interna venne realizzata nel 1611. Nel 1911 venne rimaneggiato, trasformando le finestre ad arco in bifore e trifore, e rialzato. Vi sono murati frammenti scultorei della originale decorazione gotica della chiesa.

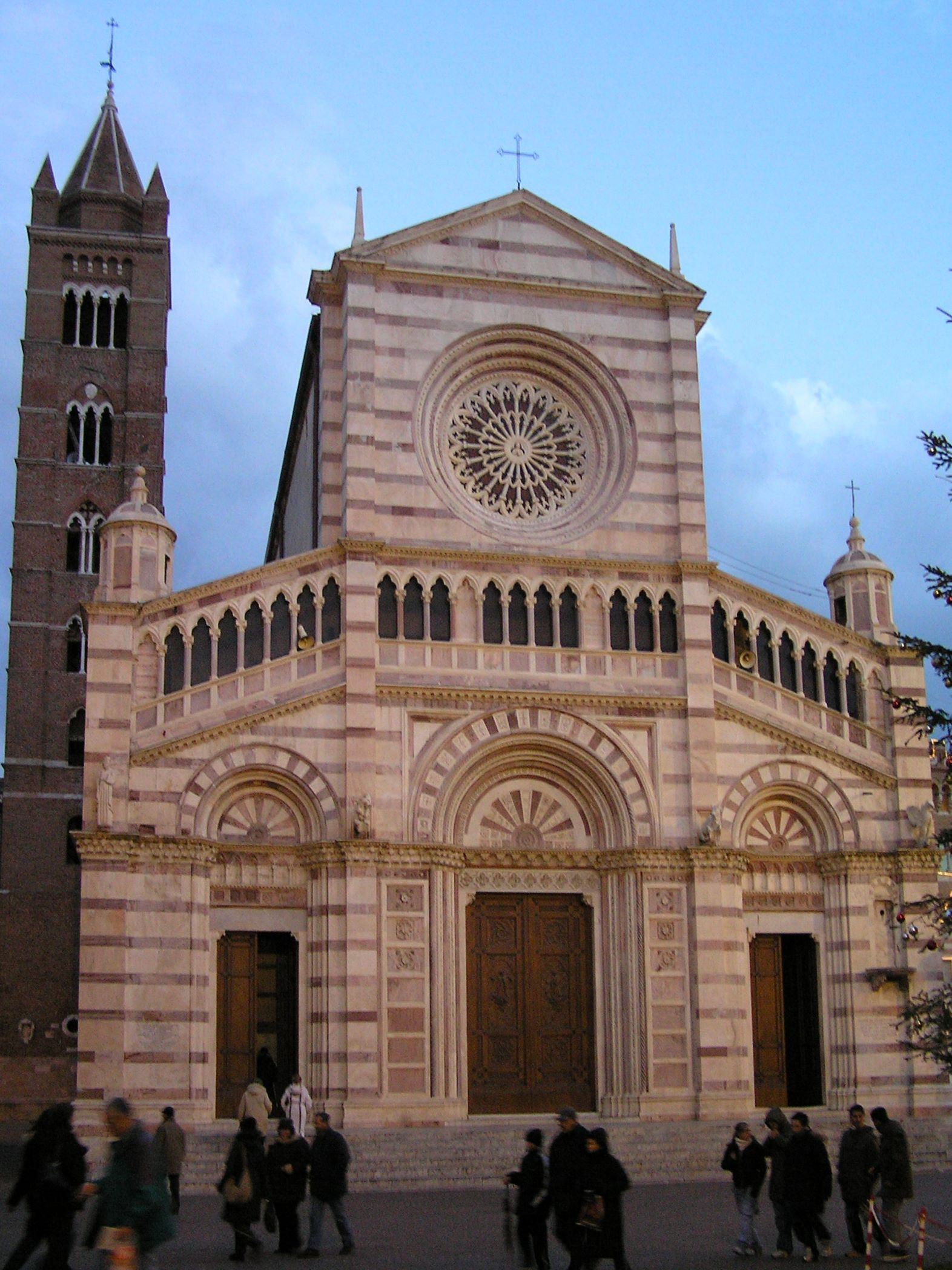
Facciata
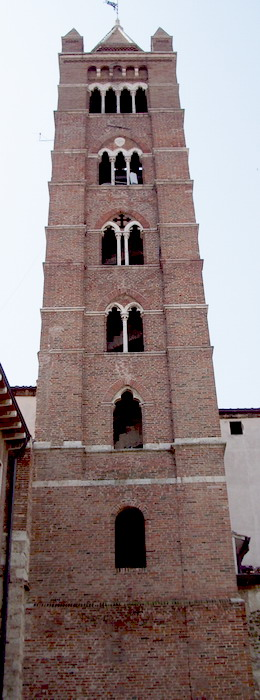
Campanile
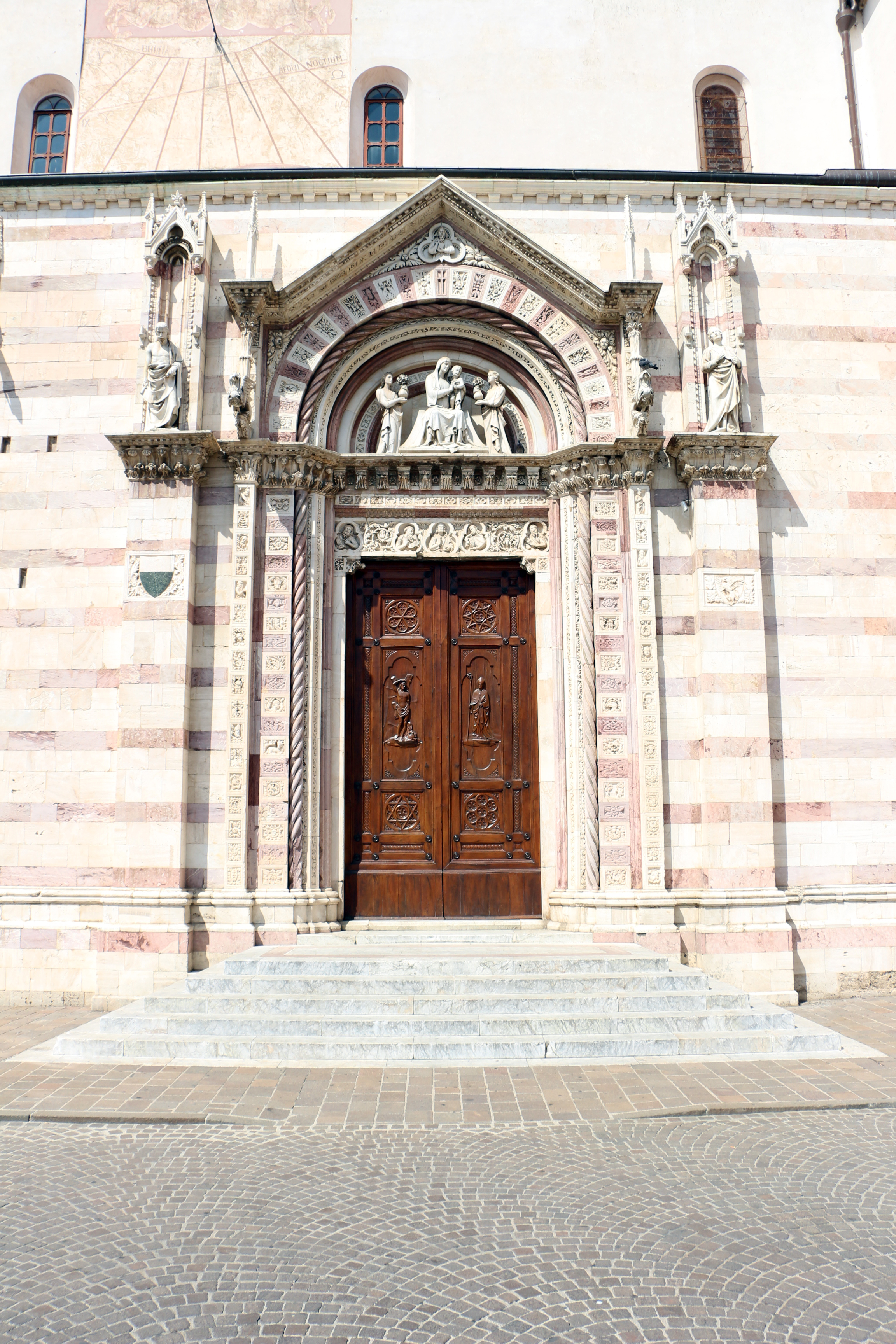
Portale laterale
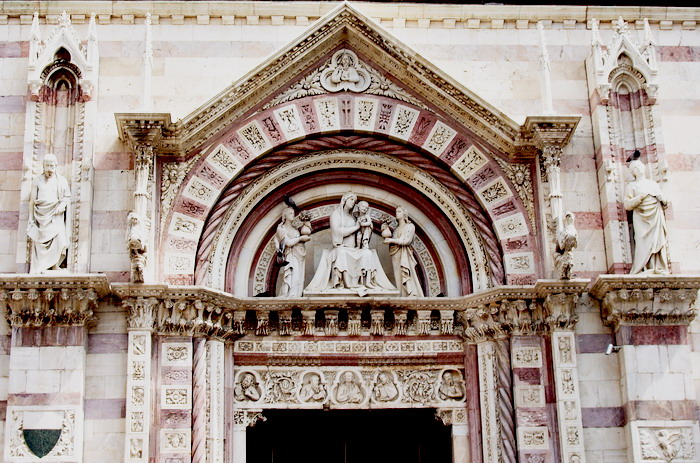
Lunetta del portale laterale

### Interno

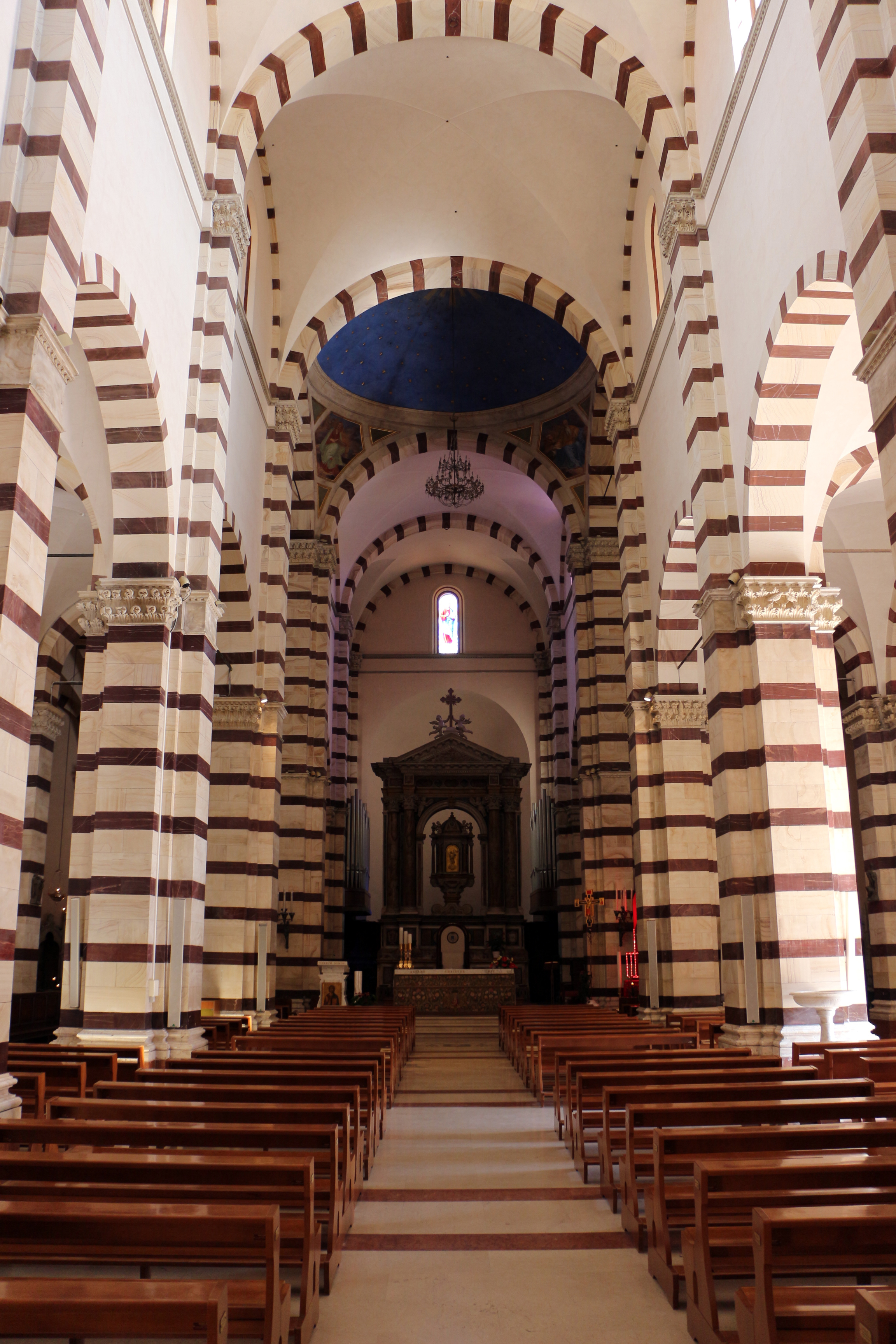
Interno

All'interno la cattedrale presenta una pianta a croce latina, a tre navate suddivise da pilastri e coperte da volte a crociera su sei pilastri cruciformi per lato e con abside semicircolare nella quale si aprono tre absidi minori, assumendo una pianta trilobata. La planimetria dell'edificio, a croce latina, si deve probabilmente al rinnovamento eseguito nel 1540 dall'architetto senese Anton Maria Lari, aggiornato stilisticamente, dopo le modificazioni barocche, tra il 1858 e il 1865.
L'aspetto attuale della navata centrale è frutto dei rimaneggiamenti cinquecenteschi e ottocenteschi. Tra il 1592 e il 1662 fu realizzata la copertura a volta precedentemente costituita da un tetto a capriata lignea. I restauri ottocenteschi, ad opera dell'architetto Fabio Nuti, videro la realizzazione di una bassa cupola all'incrocio del transetto, decorata da dipinti neoclassici e la realizzazione del rivestimento in pietra a fasce contrastanti dei pilastri e degli archi. Furono inoltre eliminati gli altari barocchi che si trovavano lungo le pareti delle navate laterali.
L'abside sul fondo era stata rimaneggiata nel XV secolo in forma poligonale, aprendovi un coro e due cappelle radiali e dopo i restauri cinquecenteschi era restata incompleta. Nel XVII secolo venne sistemata nell'attuale forma semicircolare, con accesso alla nuova sacrestia. Nell'abside si trova una tela di Ventura Salimbeni rappresentante i Santi Carlo Borromeo e Lorenzo adoranti il Nome di Gesù.
Nel 1649 venne realizzato l'altare maggiore, rivestito in marmi colorati, progettato da Tommaso Redi, il quale venne completato dal ciborio nel 1692, ad opera di Giovanni Antonio e Francesco Mazzuoli. Sulla fronte è stato collocato il paliotto in argento e rame dorato, eseguito nel 1782 dal senese Giacomo Bonechi per l'altare della Madonna delle Grazie.
Nella cappella della Madonna delle Grazie, nel braccio sinistro del transetto, è ospitato il dipinto raffigurante la Vergine Assunta con angeli, realizzato intorno al 1470 dal pittore Matteo di Giovanni, probabilmente parte centrale di un'originale tavola più ampia. Al dipinto, molto venerato, venne aggiunta nel 1759 la corona della Vergine. In origine la tavola era collocata in una cappella della zona absidale, al di sopra di un altare della stessa epoca, opera di Antonio Ghini. In seguito ai restauri cinquecenteschi venne spostato sulla parete della navata sinistra, e nel 1709 nella attuale cappella, su un nuovo altare, eseguito da Giovanni Antonio Mazzuoli su progetto del fiorentino Giovan Battista Foggini, che integrava la sola edicola dell'opera quattrocentesca. Nei restauri ottocenteschi il nuovo altare venne smontato e perse gran parte delle decorazioni scultoree. Nel 1994 vennero collocati la lampada votiva in bronzo e quattro candelieri, opere dello scultore Alberto Ceppi.
Nel braccio destro del transetto si trova la cappella del Crocifisso, costruita alla metà dell'Ottocento. Ospita un pregevole Crocifisso ligneo della seconda metà del XV secolo, forse attribuibile al Vecchietta. In origine anche quest'opera era collocata in una cappella dell'area absidale. L'altare fu eseguito ad imitazione di quello della Madonna delle Grazie nel 1857, dallo scultore Domenico Iardella di Lucca.
Sulla controfacciata, al di sopra del portale centrale, si conserva una lunetta scolpita con il Cristo in una mandorla sorretta da angeli, e i due leoni stilofori, attribuiti alla bottega Giovanni d'Agostino. Le vetrate delle finestre sono opera di Girolamo di Benvenuto (intorno al 1470). Nella navata centrale è un'acquasantiera riccamente decorata, che assembla un fusto datato al 1506 dall'iscrizione del donatore, Gerolamo Vantaggioli, e una vasca decorata da ghirllande e putti all'esterno e da una ricca fauna acquatica all'interno, forse attribuibile alla bottega di Antonio Federighi. Nella navata sinistra è ospitato il fonte battesimale, opera di Antonio Ghini (autore anche dell'altare della Madonna delle Grazie, 1470-1474). Nell'antisacrestia è un ciborio marmoreo del 1500, proveniente da Castiglione della Pescaia.
Nella cattedrale si trova l'organo a canne Mascioni opus 775, costruito nel 1959; originariamente su due manuali, nel corso di un importante intervento di restauro operato dalla ditta costruttrice nel 2004, i registri sono stati redistribuiti su tre manuali. Il materiale fonico si articola in tre corpi, due su cantorie contrapposte ai lati del coro e uno entro nicchia sopraelevata nella cappella alla destra del presbiterio.

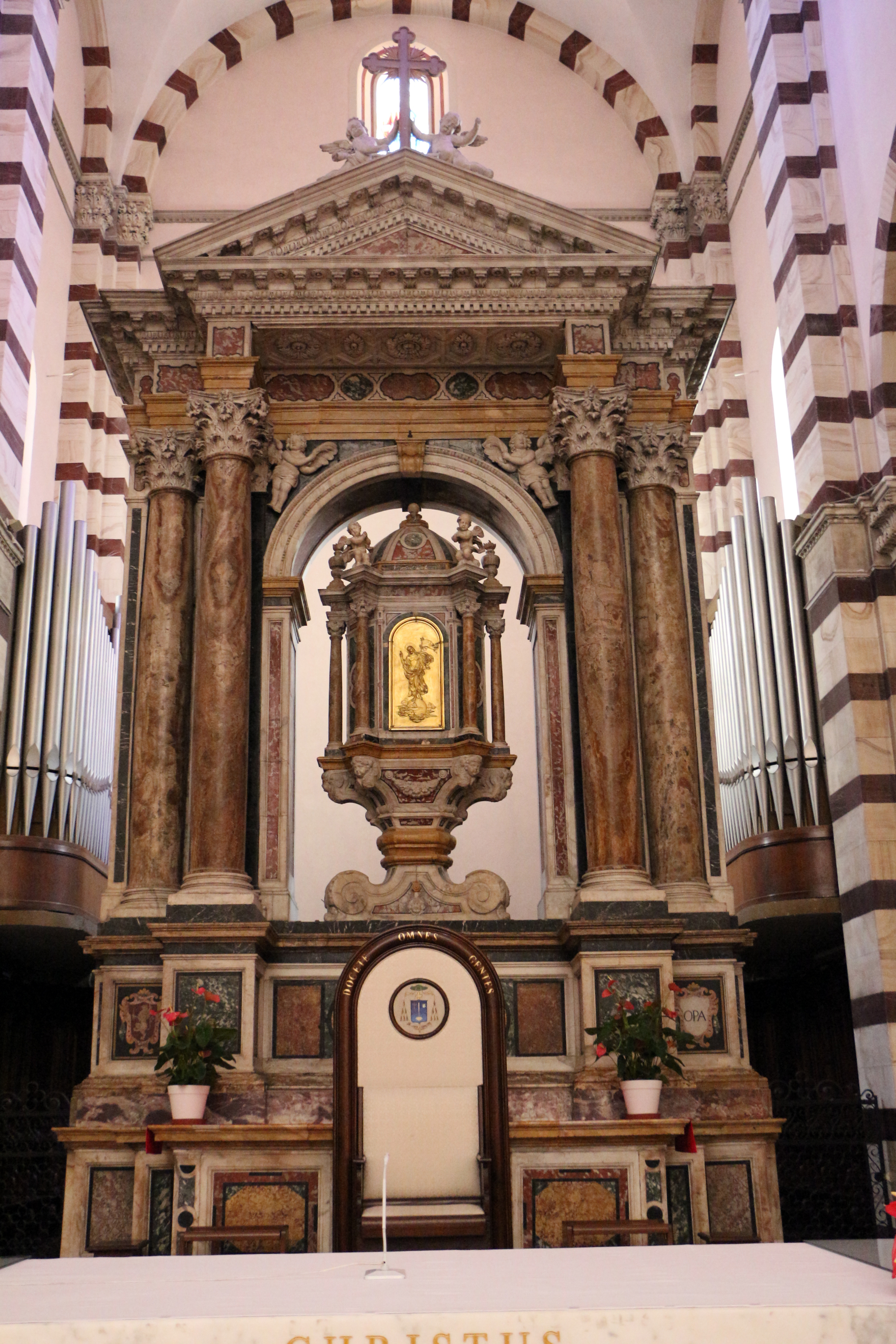
Altare maggiore barocco e cattedra
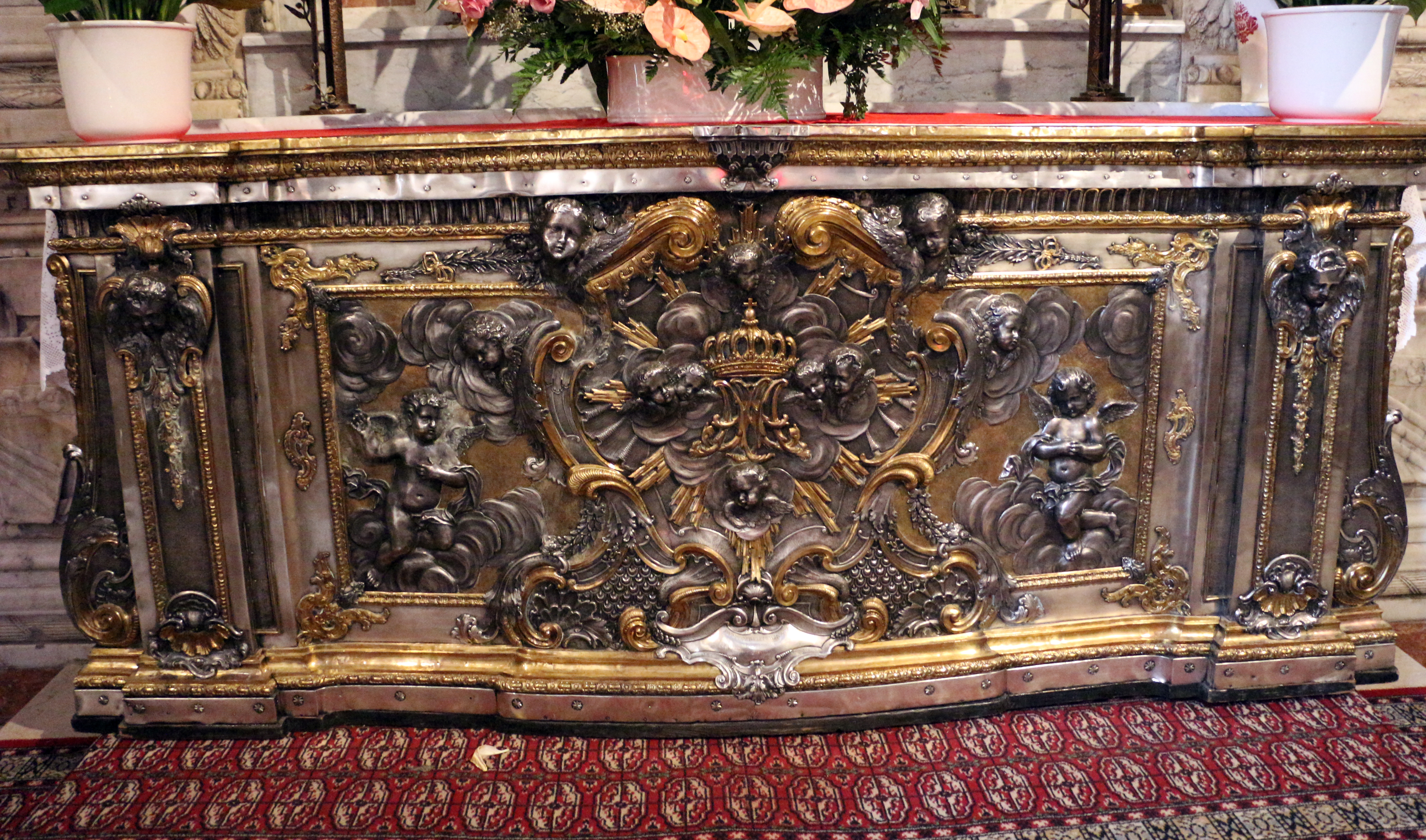
Paliotto della cappella della Madonna delle Grazie (1780-82)
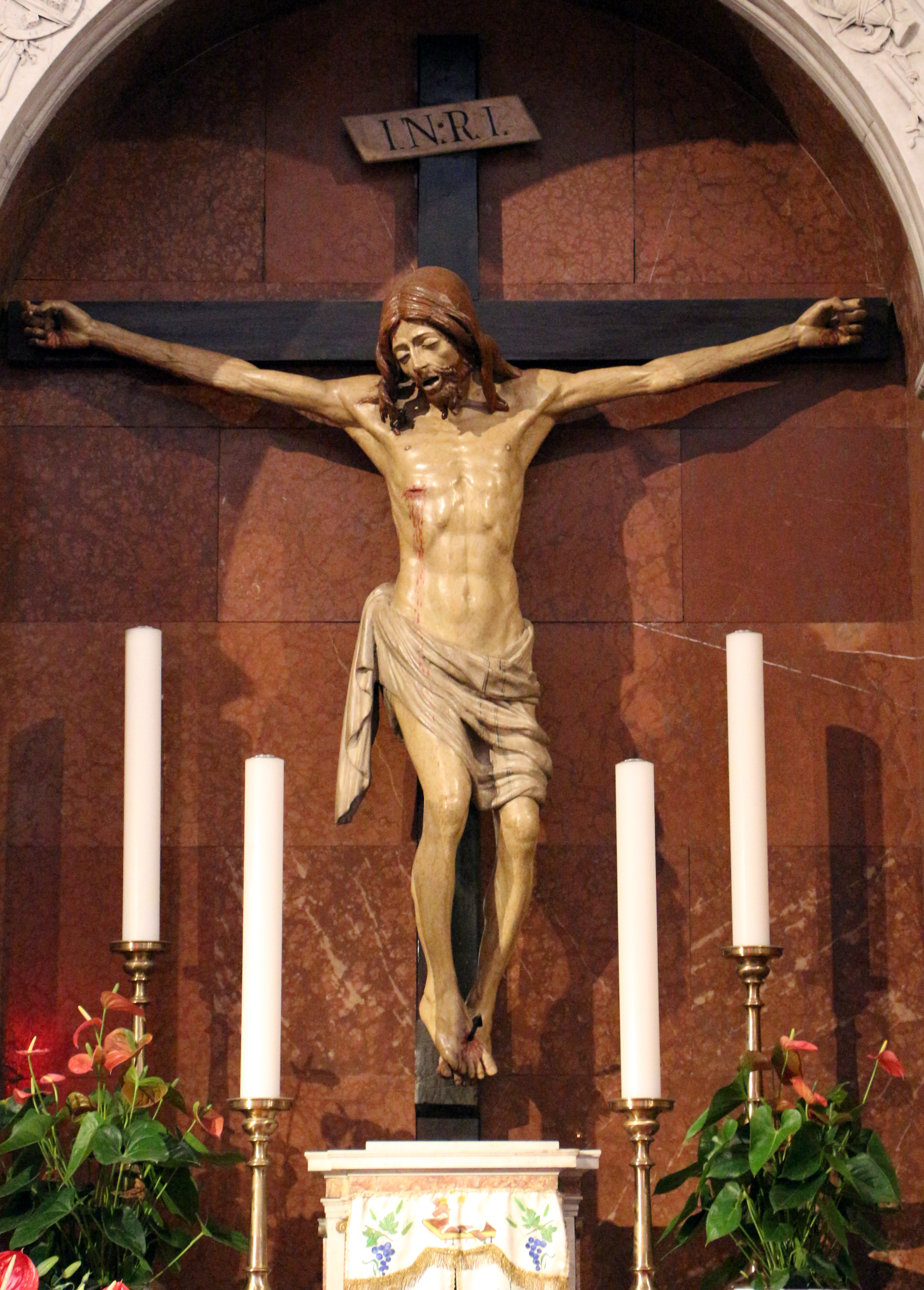
Crocifisso ligneo (XV secolo)
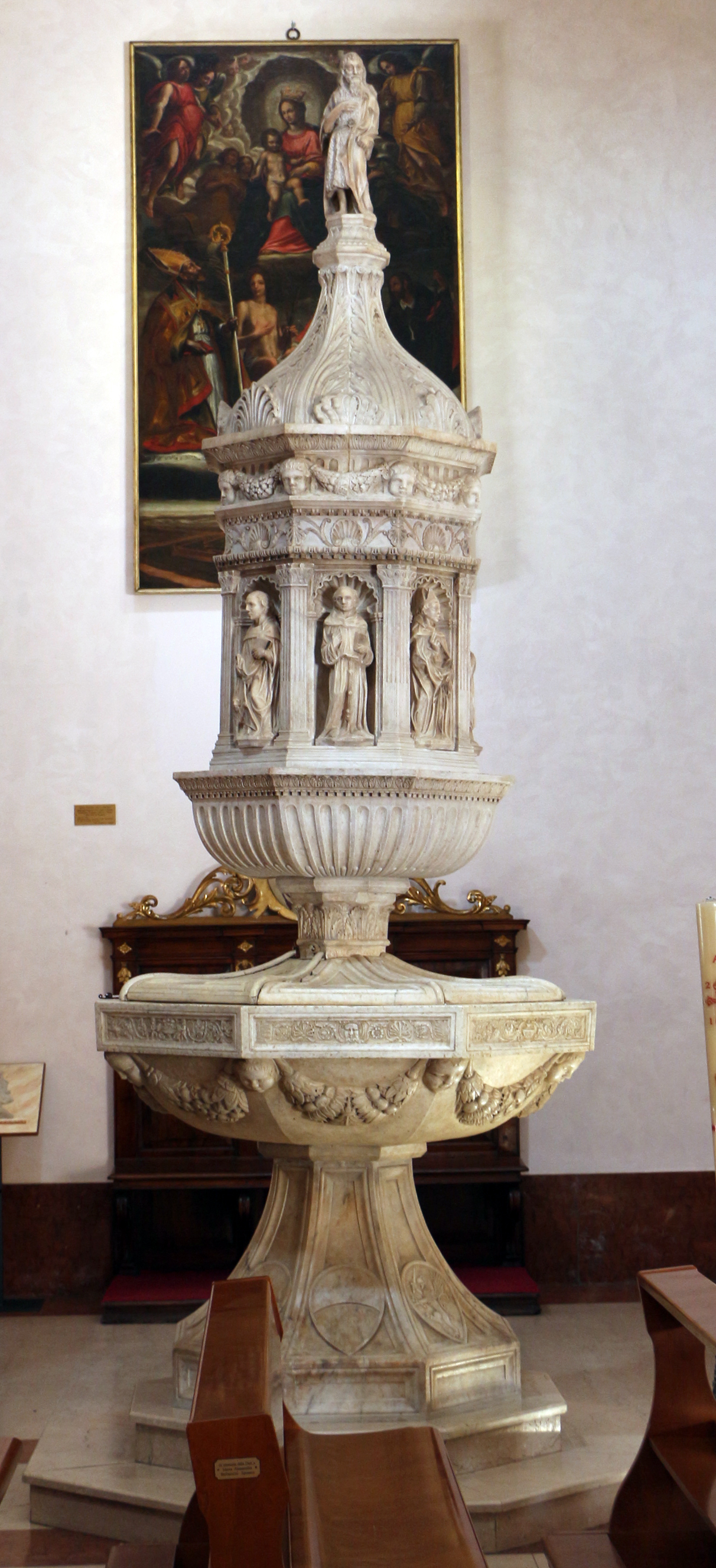
Fonte battesimale (1475 circa)